# John Redmond Roche
Ne doit pas être confondu avec John Redmond.
John Redmond Roche, né le 18 juin 1907 à Ottawa et mort le 2 février 2005 à Montréal, est un officier, avocat, juge et homme politique québécois.